# کای گرین (فوتبال)
کای گرین (متولد ژوئیه ۷، ۱۹۹۳) یک بازیکن فوتبال آمریکایی که در حال حاضر برای Rio Grande Valley FC Toros در لیگ برتر فوتبال ایالات متحده آمریکا بازی می‌کند.